# Xenylla yosiiana
Xenylla yosiiana är en urinsektsart som beskrevs av da Gama 1971. Xenylla yosiiana ingår i släktet Xenylla och familjen Hypogastruridae. Inga underarter finns listade i Catalogue of Life.